# Wilhelm Göransson
Claes Wilhelm Göran Göransson, född 12 september 1869 i Halmstad, död 6 september 1939 i Stockholm, var en svensk företagsledare. 
Wilhelm Göransson var son till Zacharias Göransson. Han avlade mogenhetsexamen i Växjö 1888, studerade fysik och kemi vid Helsingfors universitet 1888–1889 och ägnade sig därefter åt affärsverksamhet.. Han blev 1898 kamrer vid Husqvarna vapenfabriks AB, det företag, som han sedan ägnade hela sitt liv åt. 1909 blev han styrelseledamot i bolaget och 1910 biträdande direktör, och var 1911–1937 tillsammans med Gustaf Tham VD för bolaget och skötte därvid främst frågor rörande bolagets ekonomiska förvaltning. Genom sitt arbete för ökad export gjorde han Husqvarnas produkter kända utomlands. Göransson var även VD för Stenholms Fabriks AB i Husqvarna, från 1911 ordförande i Gjuterikonventionen, 1912–1917 ordförande i Smålands och Blekinges handelskammare, från 1914 styrelseledamot i Sveriges allmänna exportförening och från 1923 ordförande i Velocipedfabrikantföreningen. Åren 1911–1939 var han stadsfullmäktig i Husqvarna. Göransson är begravd på Huskvarna kyrkogård.